# Oenothalia vappa
Oenothalia vappa là một loài bướm đêm trong họ Geometridae.